# John Mellencamp
John Mellencamp, noto anche con lo pseudonimo di Johnny Cougar, John Cougar, John Cougar Mellencamp e Little Bastard (Seymour, 7 ottobre 1951), è un musicista, cantante e compositore statunitense.
Nella sua carriera ha venduto oltre 60 milioni di dischi, è stato nominato a 13 Grammy Awards vincendone uno nel 1983 nella categoria miglior interpretazione vocale rock maschile.
Mellencamp è stato inoltre inserito nella Rock and Roll Hall of Fame il 10 marzo 2008. Le sue più grandi influenze musicali sono state Bob Dylan, Woody Guthrie e i Rolling Stones.

## Biografia

### L'era John Cougar (1970 - 1982)
Conosciuto per una lunga carriera di successi tra le quali Jack and Diane, e il suo ruolo nell'organizzazione dei concerti benefici Farm Aid, John Mellencamp vive a Bloomington, Indiana, ed è sposato con l'ex modella Elaine Irwin Mellencamp.
Mellencamp ebbe una giovinezza travagliata anche a causa di una forma lieve di spina bifida che lo costrinse a lungo in ospedale. Fuggì di casa con la sua ragazza dell'epoca, Priscilla Esterline, che aveva appena messo incinta e cominciò a fare concerti in un gruppo l'anno successivo. Durante la frequentazione del college attraversò un periodo in cui fece uso di droga e alcol.
Deciso a sfondare nel mondo della musica, all'età di 24 anni si trasferisce a New York e firmò un contratto con l'agente Tony DeFries, famoso per essere stato l'agente di David Bowie, dal quale era appena stato licenziato. DeFries insistette affinché il primo album di Mellencamp, Chestnut Street Incident, una raccolta di cover, fosse registrato con lo strano nome di Johnny Cougar, una mossa fatta all'insaputa e contro la volontà di Mellencamp. L'album fu un insuccesso e Mellencamp perse il suo contratto con la MCA Records.
Firmò un contratto con l'etichetta Riva Records e registrò nel 1978 A Biography, non edito negli Stati Uniti, che però gli fruttò un hit in Australia ("I Need a Lover"), che la Riva decise di aggiungere al suo album successivo, John Cougar (1979). Pat Benatar registrò "I Need a Lover" come singolo del suo album di debutto In the Heat of the Night.
Dopo un altro album per la Riva, Mellencamp firmò con la Mercury Records e registrò l'album con cui si fece conoscere, American Fool, nel 1982. I singoli Hurt So Good e Jack and Diane permisero all'album di scalare le classifiche.

### L'era John Cougar Mellencamp (1983 - 1990)
Con un certo successo commerciale alle spalle, John ha acquisito abbastanza influenza per costringere la casa discografica ad aggiungere il suo cognome reale "Mellencamp" al nome d'arte. Uscito nel 1983, il primo album registrato con il nome John Cougar Mellencamp, è Uh-Huh, che fu un successo ed entrò nella top-10 delle classifiche e collezionò parecchi singoli di successo tra i quali "Pink Houses". La band di supporto a John durante la registrazione del disco, era formata da Kenny Aronoff alla batteria e percussioni, Larry Crane e Mike Wanchic alle chitarre, Toby Myers al basso e John Cascella alle tastiere. Nel 1988 la rivista Rolling Stone ha definito questa versione della band Mellencamp "una delle band più potenti e versatili che siano mai state create".
Nel 1985, Mellencamp pubblica il suo nuovo album Scarecrow, raggiungendo i primi posti nelle classifiche americane. Dall'album furono estratti numerosi singoli di successo tra cui Lonely Ol'Night (6º posto nella classifica dei singoli), Small Town (6º posto), R.O.C.K. in the U.S.A. (2º posto), Rain on the Scarecrow (21º posto) e Rumbleseat (28º posto). Scarecrow è stato anche il primo album di Mellencamp registrato presso il suo studio di registrazione privato Belmont Mall, presso Belmont, Indiana, costruito nel 1984.
Poco dopo aver terminato Scarecrow, Mellencamp contribuì a organizzare il primo concerto di beneficenza Farm Aid con Willie Nelson e Neil Young a Champaign, Illinois, il 22 settembre 1985. I concerti rimangono un evento annuale, e raccolsero negli anni più di 39 milioni di dollari per aiutare le famiglie di agricoltori in difficoltà. Prima di cominciare lo Scarecrow Tour, Mellencamp aggiunse alla sua band la violinista Lisa Germano. Germano restò con Mellencamp fino al 1994, quando lasciò il gruppo per intraprendere la carriera solista.
Nel 1987 uscì l'album LP The Lonesome Jubilee. Il disco ha subito avuto un ottimo riscontro di pubblico e includeva i singoli: "Paper in Fire", "Cherry Bomb", "Check It Out", "Rooty Toot Toot", "Hard Times for an Honest Man" e "The Real Life".
Durante uno dei suoi ultimi concerti del Jubilee Tour, a Irvine, in California, Mellencamp è stato raggiunto sul palco da Bruce Springsteen ospite a sorpresa, duettando con Bob Dylan la canzone "Like a Rolling Stone".
Alla fine del Jubilee Tour, Mellencamp ha divorziato dalla seconda moglie, Vicki.
Nel 1989, Mellencamp pubblica l'album Big Daddy, contenente i singoli "Jackie Brown", "Big Daddy of Them All" e "Void in My Heart", che accompagna il singolo entrato nella Top 15 "Pop Singer" Quest'album sarà l'ultimo caratterizzato dal soprannome "Cougar".

### Finalmente solo John Mellencamp (1991 - 1997)
Nel 1991 esce Whenever We Wanted, il primo album con il nome John Mellencamp. Il Cougar era ormai perduto per sempre. I singoli "Love and Happiness" e "Now More Than Ever" hanno ottenuto un significativo ascolto su tutte le radio americane. "È molto rock' n 'roll", ha dichiarato Mellencamp.
Nel 1993 Mellencamp pubblica "Human Wheels". La canzone che ha dato il nome al disco ha raggiunto la posizione n. 48 della classifica singoli di Billboard.
Nel 1994 viene registrato "Dance Naked", album che include una cover di Van Morrison "Wild Night", cantata duettando con Meshell Ndegeocello. Con il chitarrista Andy York, che ha oramai sostituito a tempo pieno Larry Crane, nell'estate del 1994 Mellencamp ha lanciato il suo "Dance Naked Tour", ma un attacco di cuore, non di forte intensità subito dopo uno spettacolo al Jones Beach di New York l'8 agosto dello stesso anno, lo ha costretto a cancellare le ultime settimane del tour. Tornò ad "allenarsi" sul palco, all'inizio del 1995, cantando in piccoli club del Midwest, con lo pseudonimo di Pearl Doggy.
Nel settembre 1996, esce l'album sperimentale "Mr. Happy Go Lucky", prodotto da Junior Vasquez. L'album ha riscontrato un buon successo di pubblico e di critica. I due singoli presenti nell'album "Key West Intermezzo (I Saw You First)" e "Just Another Day" hanno scalato le classifiche top 40 del Nord America.

### Con la Columbia Records (1998 - 2003)
Dopo l'uscita di "Mr. Happy Go Lucky" e un tour successivo di quattro mesi, da marzo a luglio 1997, Mellencamp firmò un contratto per quattro album con la Columbia Records, anche se alla fine i dischi prodotti con tale etichetta saranno solamente tre. Pubblicato un giorno prima del suo 47º compleanno nel 1998, dalla Columbia Records, l'album omonimo "John Mellencamp" include i singoli "Your Life is Now" e "I'm Not Running Anymore". Il cambio di etichetta ha coinciso con la sostituzione nella band del batterista Kenny aronoff con Dane Clark.
Nel 1999, esce "Rough Harvest". Registrato nel 1997 L'album è una raccolta di canzoni "acustiche" di Bob Dylan e dei The Drifters e arrangiate da Mellencamp. L'album uscì con l'etichetta Mercury Records a causa di un precedente accordo con la casa discografica che Mellencamp non aveva rispettato.
Gli inizi del ventunesimo secolo vedono nascere una collaborazione di Mellencamp con artisti come Chuck D e India.Arie. Da questa collaborazione ne uscì il secondo album targato Columbia, Cuttin' Heads e il singolo Peaceful World. L'album include una canzone d'amore duettata con Trisha Yearwood, Deep Blue Heart. Prima della pubblicazione dell'album avvenuto nel novembre 2001, Mellencamp intraprese nell'estate stessa il suo "Cuttin 'Heads Tour". Il concerto venne sempre aperto da Mellencamp, suonando una cover dei Rolling Stones Gimme Shelter più una versione acustica di Women Seem presente nell'album.
Nel 2003, viene pubblicato Trouble No More, una raccolta di canzoni folk e blues originariamente eseguita da artisti come Robert Johnson, Son House, Lucinda Williams e Hoagie Carmichael. L'album è stato dedicato all'amico di Mellencamp Timothy White, uno degli editori della rivista Billboard, morto per un attacco di cuore nel 2002. Trouble No More è stato per diverse settimane al primo posto nella classifica degli album Blues di Billboard.

### Words and Music e Freedom's Road (2004–2007)
Nell'ottobre 2004 Mellencamp ha partecipato al Vote for Change Tour, che ha portato alle elezioni presidenziali americane del 2004. Nello stesso mese ha pubblicato l'album raccolta Words & Music: John Mellencamp's Greatest Hits, che conteneva 35 dei suoi singoli radio (comprese tutte le 22 hits entrate nella classifiche Top 40 americane), insieme a due nuovi brani, Walk Tall e Thank You, entrambi prodotti da Babyface, ma scritti da Mellencamp.
Nella primavera del 2005, Mellencamp esce in tour con Donovan e John Fogerty. Nelle prime tappe di quello che fu chiamato il Words and Music Tour, ha visto Mellencamp suonare una manciata di canzoni prima di introdurre Donovan, duettando con lui la canzone Sunshine Superman. Mellencamp lascia poi il palco, rientrando più tardi per finire il concerto. Nella seconda tappa del tour nell'estate del 2005, Mellencamp chiama Fogerty con lui in molti concerti all'aperto tenuti nel paese. Fogerty e Mellencamp duettarono su molti brani Revival, tra cui Green River e Rain on the Scarecrow.
Dopo oltre cinque anni senza aver prodotto materiale originale pubblica Freedom's Road il 23 gennaio 2007. Our Country il primo singolo estratto dall'album, è stato usato come brano di apertura del tour primaverile. La band che lo ha accompagnato durante il tour, la Little Big Town, è stata chiamata a registrare in studio diverse versioni di "Our Country", così come altre sette canzoni presenti in Freedom's Road. L'album è stato nominato per un Grammy Award 2008 nella categoria Best Solo Rock Vocal Performance.
Mellencamp ha scritto e prodotto tutte le 10 canzoni di Freedom's Road, e il disco ha raggiunto la posizione numero 5 della classifica album di Billboard 200, vendendo 56 000 copie nella sua prima settimana sul mercato. Oltre a Our Country, Freedom's Road include i singoli Jim Crow, duettato con Joan Baez, "Rural Route" e "Someday".

### L'era T-Bone Burnett (2008 - 2011)

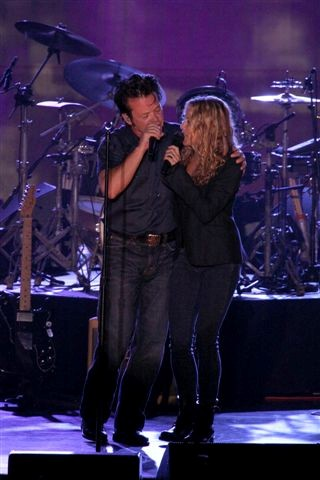
John Mellencamp e Sheryl Crow il 29 novembre 2008 nella Hunter Valley, Nuovo Galles del Sud, in Australia

Il 13 agosto 2007, Mellencamp ha iniziato a registrare il suo 18º album di materiale originale, dal titolo "Life, Death, Love and Freedom". L'album è stato pubblicato il 15 luglio 2008 ed è stato prodotto dal celebre cantante produttore T-Bone Burnett. La prima canzone e il relativo video "Jena", è stato inserito sul sito web di Mellencamp nel mese di ottobre 2007. In un'intervista con l'Herald Bloomington-Times nel marzo 2008, Mellencamp descrive "Life, Death, Love and Freedom" come il "miglior disco che io abbia mai fatto". A luglio 2008 fece una comparsa durante un concerto di Billy Joel al Shea Stadium di New York, cantando "Pink Houses" davanti ad una folla di 60000 persone. Il 3 settembre 2008, Mellencamp ha messo a disposizione sul suo sito web una registrazione video di un assolo acustico con Bob Dylan della canzone "The Times They Are A-Changin".
In uno degli spettacoli di Mellencamp tenuti in Australia, nella Hunter Valley, in Nuovo Galles del Sud, Sheryl Crow si unì alla band cantando una versione acustica del singolo "My Sweet Love".
Mellencamp il 3 maggio 2009 ha partecipato a un concerto tributo per il 90º compleanno di Pete Seeger al Madison Square Garden di New York che ha raccolto fondi per un'organizzazione ambientalista fondata da Seeger per preservare e proteggere il fiume Hudson. Mellencamp ha effettuato dei "solo" acoustici di Seeger e Lee Hays e il suo "A Ride Back Home".
Nel 2009, mentre era in tour, Mellencamp ha registrato il suo nuovo album, "No Better Than This", sempre prodotto da T-Bone Burnett. I brani dell'album sono stati registrati in luoghi storici, come la First Baptist Church di Savannah, in Georgia, il Sun Studio di Memphis e lo Sheraton Gunter Hotel di San Antonio, dove il bluesman Robert Johnson, aveva registrato Sweet Home Chicago e Crossroad Blues. Mellencamp ha registrato l'album con un apparecchio di registrazione portatile, il 1.955 Ampex ed un microfono, ciò ha richiesto che tutti i musicisti si radunassero intorno al microfono. L'album è stato registrato in mono.
No Better Than This è stato pubblicato il 17 agosto 2010 ed ha raggiunto la posizione n.10 della Billboard 200.
Il 6 dicembre 2009, Mellencamp ha eseguito Born in the U.S.A. come tributo a Bruce Springsteen, che è stato uno dei premiati al Kennedy Center Honors 2009. Il 29 gennaio 2010 Ha eseguito "Down By the River" a Los Angeles in omaggio a Neil Young, che è stato premiato all'annuale MusiCares Person of the Year gala. Mellencamp ha inoltre cantato l'inno Keep Your Eyes on the Prize alla Casa Bianca in una celebrazione del movimento per i diritti civili, il 9 febbraio 2010.
Il 15 giugno 2010, nove settimane prima dell'uscita di No Better Than This, è stato pubblicato un cofanetto di 4 CD contenente una raccolta completa dei successi di Mellencamp intitolato On the Rural Route 7609; "Se non hai ascoltato in profondità gli album originali, con queste canzoni, sarà come scoprire del nuovo materiale" ha poi dichiarato Mellencamp.
Nell'estate del 2010, con la partecipazione di Bob Dylan, Mellencamp ha lanciato il No Better Than This tour nella sua città natale di Bloomington, Indiana. In questo tour, che durerà fino alla fine di aprile 2011 e che coprirà tutti gli Stati Uniti, Mellencamp apre ogni concerto con la proiezione di un documentario circa la realizzazione di No Better Than This chiamato It's About You.

## Vita privata
Mellencamp ha divorziato tre volte e in seguito è stato fidanzato a più riprese con Meg Ryan. Ha cinque figli: una femmina (Michelle) nata dal primo matrimonio, due femmine (Teddi Jo e Justice) dal secondo, due maschi (Hud e Speck) dal terzo.

## Discografia parziale

### Album in studio
- 1976 - Chestnut Street Incident
- 1978 - A Biography
- 1979 - John Cougar
- 1980 - Nothin' Matters and What If It Did
- 1982 - American Fool
- 1983 - The Kid Inside
- 1983 - Uh-Huh
- 1985 - Scarecrow
- 1987 - The Lonesome Jubilee
- 1989 - Big Daddy
- 1991 - Whenever We Wanted
- 1993 - Human Wheels
- 1994 - Dance Naked
- 1996 - Mr. Happy Go Lucky
- 1998 - John Mellencamp
- 1999 - Rough Harvest
- 2001 - Cuttin' Heads
- 2003 - Trouble No More
- 2007 - Freedom's Road
- 2008 - Life, Death, Love and Freedom
- 2010 - No Better Than This
- 2014 - Plain Spoken
- 2017 - Sad Clowns & Hillbillies
- 2018 - Other People's Stuff
- 2022 - Strictly a One-Eyed Jack
- 2023 - Orpheus Descending

### Album dal vivo
- 2009 - Life, Death, Live and Freedom
- 2014 - Performs Trouble No More - Live at Town Hall

### Raccolte
- 1997 - The Best That I Could Do 1978–1988
- 2004 - Words & Music: John Mellencamp's Greatest Hits
- 2007 - 20th Century Masters: The Best of John Mellencamp
- 2010 - On the Rural Route 7609